# Centrodoras
Centrodoras – rodzaj słodkowodnych ryb sumokształtnych z rodziny kirysowatych (Doradidae). 

## Zasięg występowania
Ameryka Południowa – dorzecze Amazonki.

## Systematyka
Opis naukowy rodzaju sporządził Carl H. Eigenmann w 1925. Gatunkiem typowym jest Doras brachiatus.
Gatunki zaliczane do tego rodzaju:
- Centrodoras brachiatus
- Centrodoras hasemani